# Tây Java
Tây Java là một tỉnh của Indonesia trên đảo Java. Tỉnh lỵ là Bandung. Tỉnh Tây Java có diện tích 36.280 km², dân số theo điều tra năm 2019 là hơn 45 triệu người. Tây Java giáp với tỉnh Jakarta và Banten về phía tây, giáp Jawa Tengah về phía đông. Phía bắc là biển Java. Phía nam là Ấn Độ Dương.
Tây Java là tỉnh đầu tiên của Indonesia, căn cứ trên một bản tuyên bố từ Staatblad số 378. Năm 1950, tỉnh Tây Java chính thức trở thành một tỉnh của Indonesia. Ngày 7/10/2000, Banten đã được tách thành một tỉnh riêng từ Tây Java.
Theo thống kê kinh tế-xã hội năm 2019, dân số của Tây Java là 47.705.000 người, là tỉnh đông dân nhất Indonesia. Tỉnh này có diện tích 36.280 km² và nằm bên cạnh tỉnh Jakarta, đây là tỉnh có mật độ dân số cao nhất với mật độ 1.315 người trên mỗi km².
Tây Java được chia ra thành 16 huyện:
- Bogor, huyện lỵ là Cibinong
- Sukabumi, Pelabuhan Ratu
- Cianjur, Cianjur
- Bandung, Soreang
- Garut, Garut
- Tasikmalaya, Tasikmalaya
- Ciamis, Ciamis
- Kuningan, Kuningan
- Cirebon, Sumber
- Majalengka, Majalengka
- Sumedang, Sumedang
- Indramayu, Indramayu
- Subang, Subang
- Purwakarta, Purwakarta
- Karawang, Karawang
- Bekasi, Bekasi

Ngoài ra còn có 9 thành phố:
- Bogor
- Sukabumi
- Bandung
- Cirebon
- Bekasi
- Depok
- Cimahi
- Tasikmalaya
- Banjar

## Du lịch
- Khu nghỉ mát Ciater gần Subang
- Maribaya ở Lembang
- Núi Tangkuban Perahu
- Đèo Puncak
- Đập Jatiluhur
- Taman Safari ở Cipanas
- Bogor Botanical Gardens ở Bogor
- Beaches of Pangandaran
- Selabintana resort in Sukabumi
- Boscha Observatorium in Lembang
- Mekarsari fruit park, the world's biggest fruit park